# Lamprosoma
Lamprosoma là một chi bọ cánh cứng trong họ Chrysomelidae.
Chi này được miêu tả khoa học năm 1818 bởi Kirby.

## Các loài
Chi này gồm các loài:
- Lamprosoma alacre Caxambu & de Almeida, Lucia Massutti, 2003